# Tournoi pré-olympique de la CAF 1967-1968
Navigation
Tokyo 1964 Munich 1972
Le tournoi pré-olympique de la CAF 1967-1968 a eu pour but de désigner les 3 nations qualifiées au sein de la zone Afrique pour participer au tournoi final de football, disputé lors des Jeux olympiques de Mexico en 1968.
Le tournoi africain de qualifications pour les Jeux olympiques d’été de 1968 s’est déroulé sur trois tours entre le 9 avril 1967 et le 30 juin 1968. Les trois qualifiés au tournoi olympique ont été déterminés, au terme des trois rondes répartissant les quatorze nations participantes dans trois groupes, à l'issue d'un système à élimination directe disputé en match aller-retour. Après le troisième tour, la Guinée, le Nigeria et le Maroc se sont qualifiés pour le tournoi olympique, néanmoins le Maroc a été remplacé par le Ghana.

## Pays qualifiés
| Dates                           | Lieu      | Places | Qualifiés                               |
| ------------------------------- | --------- | ------ | --------------------------------------- |
| du 9 avril 1967 au 30 juin 1968 | Itinérant | 3      | Guinée Nigeria ( Maroc forfait) → Ghana |

## Format des qualifications
Dans le système à élimination directe avec des matches aller et retour, en cas d'égalité parfaite au score cumulé des deux rencontres, les mesures suivantes sont d'application :

- Nécessité d'un match d'appui disputé sur terrain neutre, ou
- Désignation du vainqueur par tirage au sort, et
- La règle des buts marqués à l'extérieur n'est pas en vigueur.

## Résultats des qualifications

### Groupe 1

#### Premier tour
| Équipe 1 | Résultat | Équipe 2 | Aller | Retour |
| -------- | -------- | -------- | ----- | ------ |
| Libye    | 4 - 2    | Niger    | 2 - 0 | 2 - 2  |
| Gabon    | 1 - 6    | Guinée   | 0 - 0 | 1 - 6  |

#### Détail des rencontres
| 21 avril 1967 | Libye | 2 - 0   | Niger | Stade municipal (en) Tripoli, Liban |
|               |       | (? - ?) |       |                                     |

| 18 juin 1967 | Gabon | 0 - 0   | Guinée | Libreville, Gabon |
|              |       | (0 - 0) |        |                   |

| 9 juillet 1967 | Guinée | 6 - 1   | Gabon | Stade du 28-Septembre Conakry, Guinée |
|                |        | (? - ?) |       |                                       |

| 24 septembre 1967 | Niger | 2 - 2   | Libye | Stade du 29-Juillet Niamey, Niger |
|                   |       | (? - ?) |       |                                   |

#### Deuxième tour
| Équipe 1 | Résultat | Équipe 2                | Aller | Retour |
| -------- | -------- | ----------------------- | ----- | ------ |
| Libye    | 2 - 3    | Algérie                 | 1 - 1 | 1 - 2  |
| Guinée   | -        | Rép. arabe unie forfait | -     | -      |

#### Détail des rencontres
| 12 novembre 1967 | Libye          | 1 - 1 | Algérie       | Stade municipal (en) Tripoli, Liban    |                                        |
|                  | Al-Maadani 40e | (0 - 1)                                                                                                   | Amirouche 64e | Arbitrage : Alessandro D'Agostini (it) | Arbitrage : Alessandro D'Agostini (it) |
|                  | Rapport        | |               | Arbitrage : Alessandro D'Agostini (it) | Arbitrage : Alessandro D'Agostini (it) |
|                  | Équipes        | Abrouk - Oulkhiar, Lemoui, Hamiti, Attoui - Djemaâ, Selmi - Boulfoul ( Abdi), Beroudji, Khalem, Amirouche |               | Arbitrage : Alessandro D'Agostini (it) | Arbitrage : Alessandro D'Agostini (it) |

| 26 novembre 1967                                                                                  | Algérie                         | 2 - 1   | Libye         | Stade du 20-Août-1955 Alger, Algérie |                           |
|                                                                                                   | Amirouche 38e (pen.) 85e (pen.) | (1 - 0) | Bensouidi 65e | Arbitrage : Ayele Tessema            | Arbitrage : Ayele Tessema |
|                                                                                                   | Rapport                         |         |               | Arbitrage : Ayele Tessema            | Arbitrage : Ayele Tessema |
| Abrouk - Bouyahi, Mekideche, Hamiti, Attoui - Djemaâ, Seridi - Selmi, Beroudji, Khalem, Amirouche | Équipes                         |         |               | Arbitrage : Ayele Tessema            | Arbitrage : Ayele Tessema |

|  | Guinée | Q. - forfait | Rép. arabe unie |  |  |
|  |        |              |                 |  |  |

#### Finale
| Équipe 1 | Résultat | Équipe 2 | Aller | Retour |
| -------- | -------- | -------- | ----- | ------ |
| Algérie  | 4 - 5    | Guinée   | 2 - 2 | 2 - 3  |

#### Détail des rencontres
| 26 juin 1968 | Algérie        | 2 - 2   | Guinée                   | Stade d'Honneur Casablanca, Maroc        |                                          |
| | Lalmas 27e 42e | (2 - 1) | Souleymane 38e · Sim 58e | Spectateurs : 10 000 Arbitrage : Belagif | Spectateurs : 10 000 Arbitrage : Belagif |
| | Rapport        |         |                          | Spectateurs : 10 000 Arbitrage : Belagif | Spectateurs : 10 000 Arbitrage : Belagif |
| Amar - Belloucif, Benferhat, Attoui, Bouyahi - Hadefi, Salhi - Betrouni ( Oucief ( Sikki)), Lalmas, Hachouf, Achour | Équipes        |         |                          | Spectateurs : 10 000 Arbitrage : Belagif | Spectateurs : 10 000 Arbitrage : Belagif |

| 30 juin 1968 | Guinée                                                                      | 3 - 2                                                                                                 | Algérie                | Stade d'Honneur Casablanca, Maroc                      |                                                        |
|              | Souleymane 7e · Mamadouba Camara (en) 10e (pen.) · Maxime Camara 55e (pen.) | (2 - 1)                                                                                               | Lalmas 5e · Achour 89e | Spectateurs : 10 000 Arbitrage : Salih Mohamed Boukili | Spectateurs : 10 000 Arbitrage : Salih Mohamed Boukili |
|              | Rapport                                                                     | |                        | Spectateurs : 10 000 Arbitrage : Salih Mohamed Boukili | Spectateurs : 10 000 Arbitrage : Salih Mohamed Boukili |
|              | Équipes                                                                     | Amar - Bouyahi, Benferhat, Hadefi, Attoui - Berkani, Saheb - Tadjet, Lalmas, Hachouf ( Achour), Salhi |                        | Spectateurs : 10 000 Arbitrage : Salih Mohamed Boukili | Spectateurs : 10 000 Arbitrage : Salih Mohamed Boukili |

### Groupe 2

#### Premier tour
| Équipe 1   | Résultat | Équipe 2        | Aller | Retour |
| ---------- | -------- | --------------- | ----- | ------ |
| Madagascar | 6 - 2    | Tanzanie        | 4 - 2 | 2 - 0  |
| Nigeria    | -        | Ouganda forfait | -     | -      |

#### Détail des rencontres
| 9 avril 1967 | Madagascar | 4 - 2   | Tanzanie | Stade municipal de Mahamasina Antananarivo, Madagascar |
|              |            | (? - ?) |          |                                                        |

| 16 avril 1967 | Tanzanie | 0 - 2   | Madagascar | National Stadium Dar es Salam, Tanzanie |
|               |          | (? - ?) |            |                                         |

|  | Nigeria | Q. - forfait | Ouganda |  |  |
|  |         |              |         |  |  |

#### Deuxième tour
| Équipe 1   | Résultat   | Équipe 2 | Aller | Retour |
| ---------- | ---------- | -------- | ----- | ------ |
| Nigeria    | 2 - 2 toss | Soudan   | 1 - 0 | 1 - 2  |
| Madagascar | 4 - 8      | Éthiopie | 1 - 0 | 3 - 8  |

#### Détail des rencontres
| 5 novembre 1967 | Nigeria | 1 - 0   | Soudan | Surulere Stadium Lagos, Nigeria |
|                 |         | (? - ?) |        |                                 |

| 19 novembre 1967 | Soudan | 2 - 1 toss | Nigeria | Stade municipal Khartoum, Soudan |
|                  |        | (? - ?)    |         |                                  |

| 10 décembre 1967 | Madagascar | 1 - 0   | Éthiopie | Stade municipal de Mahamasina Antananarivo, Madagascar |
|                  |            | (? - ?) |          |                                                        |

| 17 décembre 1967 | Éthiopie | 8 - 3   | Madagascar | Stade Haïlé Sélassié Addis Abeba, Éthiopie |
|                  |          | (? - ?) |            |                                            |

#### Finale
| Équipe 1 | Résultat | Équipe 2 | Aller | Retour |
| -------- | -------- | -------- | ----- | ------ |
| Nigeria  | 3 - 2    | Éthiopie | 3 - 1 | 0 - 1  |

#### Détail des rencontres
| 20 avril 1968 | Nigeria | 3 - 1   | Éthiopie | Surulere Stadium Lagos, Nigeria |
|               |         | (? - ?) |          |                                 |

| 4 mai 1968 | Éthiopie | 1 - 0   | Nigeria | Stade Haïlé Sélassié Addis Abeba, Éthiopie |
|            |          | (? - ?) |         |                                            |

### Groupe 3

#### Premier tour
| Équipe 1 | Résultat | Équipe 2     | Aller | Retour |
| -------- | -------- | ------------ | ----- | ------ |
| Cameroun | -        | Mali forfait | -     | -      |

#### Détail des rencontres
|  | Cameroun | Q. - forfait | Mali |  |  |
|  |          |              |      |  |  |

#### Deuxième tour
| Équipe 1         | Résultat   | Équipe 2 | Aller | Retour |
| ---------------- | ---------- | -------- | ----- | ------ |
| Maroc            | 1 - 1 toss | Tunisie  | 1 - 1 | 0 - 0  |
| forfait Cameroun | 3 - 3      | Ghana    | 1 - 0 | 2 - 3  |

#### Détail des rencontres
| 5 novembre 1967                                                                                       | Maroc         | 1 - 1                                                                                                  | Tunisie    | Stade d'Honneur Casablanca, Maroc |                      |
| | Hamidouch 54e | (0 - 1)                                                                                                | Chaïbi 25e | Spectateurs : 20 000              | Spectateurs : 20 000 |
| | Rapport       | |            | Spectateurs : 20 000              | Spectateurs : 20 000 |
| Benkassou - Hafnaoui, Fadili, Khezzar, Khanoussi - Sahraoui, Bamous, Ghandi - Hamidouch, Faras, Jarir | Équipes       | Sassi - Mghirbi, Benzarti, Fendri, Habacha - Bouajila, Chaïbi - Madhi, Chaoua, Toumi, Youssef ( Naoui) |            | Spectateurs : 20 000              | Spectateurs : 20 000 |

| 26 novembre 1967                                                                                   | Tunisie | 0 - 0 toss                                                                                             | Maroc | Stade olympique d'El Menzah Tunis, Tunisie |                      |
| |         | (0 - 0)                                                                                                |       | Spectateurs : 25 000                       | Spectateurs : 25 000 |
| Sassi - Mghirbi, Benzarti, Fendri, Habacha - Bouajila, Chaïbi - Madhi, Chaoua, Toumi, Gabsi Anniba | Équipes | Benkassou - Benkhrif , Fadili, Khezzar, Khanoussi - Mahroufi, Bamous, Ghandi - Hamidouch, Faras, Jarir |       | Spectateurs : 25 000                       | Spectateurs : 25 000 |

| 13 décembre 1967 | Cameroun | 1 - 0   | Ghana | Yaoundé, Cameroun |
|                  |          | (? - ?) |       |                   |

| 17 décembre 1967 | Ghana | 3 - 2   | Cameroun | Stade Haïlé Sélassié Addis Abeba, Éthiopie |
|                  |       | (? - ?) |          |                                            |

#### Finale
| Équipe 1 | Résultat | Équipe 2 | Aller | Retour |
| -------- | -------- | -------- | ----- | ------ |
| Maroc    | 3 - 2    | Ghana    | 1 - 1 | 2 - 1  |

#### Détail des rencontres
| 9 juin 1968                                                                                        | Maroc     | 1 - 1   | Ghana            | Stade d'Honneur Casablanca, Maroc |                      |
| | Ghandi 7e | (1 - 0) | Attuquayefio 86e | Spectateurs : 25 000              | Spectateurs : 25 000 |
| Benkassou - Lamrani, Bouchaïb, Benkhrif, Fadili - Mahroufi, Bamous, Slimani, Ghandi - Faras, Jarir | Équipes   |         |                  | Spectateurs : 25 000              | Spectateurs : 25 000 |

| 30 juin 1968 | Ghana | 1 - 2   | Maroc         | Accra Sports Stadium Accra, Ghana |                      |
|              | ? ?   | (? - ?) | Faras ? · ? ? | Spectateurs : 40 000              | Spectateurs : 40 000 |